# Марийка Модева
Марийка Модева е българска състезателка по академично гребане. Тя е част от четворката скул без кърмчия, спечелила сребърен медал от олимпиадата в Монреал през 1976 година. Другите участнички в българския екипаж са – Рени Йорданова, Гинка Гюрова, Лиляна Васева и Капка Георгиева-Панайотова – рулеви.
На олимпиадата в Москва през 1980 г. отново печели сребърен медал в дисциплината с Гинка Гюрова, Рита Тодорова, Искра Велинова и Надя Филипова.